# 北九州市立門司病院
北九州市立門司病院（きたきゅうしゅうしりつもじびょういん）は、福岡県北九州市門司区にある病院。山口県下関市にある医療法人茜会が指定管理者となって運営する。北九州市内で唯一の結核病床を有している。

## 沿革
- 1949年（昭和24年）2月 - 社会保険門司市民病院として開設（経営は門司市に委託）。
- 1963年（昭和38年）2月 - 市町村合併により門司市が北九州市の一部となり、北九州市立社会保険門司病院となる。
- 1966年（昭和41年）4月 - 国有財産部分払下げにより、北九州市立門司病院となる。
- 1983年（昭和58年）10月 - 手術棟改築工事完了。特別養護老人ホーム「かざし園」合築。
- 1999年（平成11年）4月 - 改築工事着工。
- 2002年（平成14年）9月 - 改築工事完了。
- 2009年（平成21年）4月 - 指定管理者制度導入、医療法人茜会による運営開始。

## 診療科目
- リハビリテーション科
- 呼吸器内科
- 消化器内科
- 内科
- 循環器内科
- 整形外科
- 神経内科
- 皮膚科
- 小児科
- 泌尿器科
- 放射線科
- 血液内科
- 専門外来
  - 頭痛外来
  - 物忘れ外来
  - 糖尿病外来
  - 禁煙外来

## 医療機関の指定等
- 保険医療機関
- 労災保険指定医療機関
- 生活保護法指定医療機関
- 結核指定医療機関
- 原子爆弾被害者一般疾病医療取扱医療機関
- 公害医療機関
- 特定疾患治療研究事業指定医療機関

## 交通アクセス
- JR九州鹿児島本線小森江駅より徒歩5分。
- 西鉄バスで市立門司病院前下車、徒歩1分。